# Развито социалистическо общество
Развито социалистическо общество е термин, използван в България и други социалистически страни през 1980-те години.
От 20 до 25 април 1971 г., по време на Десетия конгрес на БКП, се приема програма, която поставя като „непосредствена историческа задача“ на партията „изграждането на развито социалистическо общество“.
Програмата характеризира този етап като „исторически необходим закономерен етап в прехода от капитализма към комунизма“, който изразява най-пълно същността на социализма, разкрива „превъзходството“ му над капитализма.
Задачи на Програмата:
- да се осъществи „скок в производителните сили“ на основата на използване постиженията на научно-техническата революция,
- собствеността постепенно да се превърне в „единна общонародна“,
- социалистическата демокрация да достигне „висша и всестранна изява“,
- държавата на диктатурата на пролетариата да прерасне в „общонародна“,
- БКП да продължава да бъде „ръководна и направляваща сила“,
- „грижата за човека да бъде основна грижа на партията, смисъл и съдържание на цялата ѝ политика“.

В приетите от конгреса директиви за шести петгодишен план (1971-1975 г.) се акцентира върху:
- използването на постиженията на науката и техниката за осигуряване на икономически растеж,
- линията на ускорена индустриализация с изпреварващо развитие на машиностроенето, енергетиката, металургията и химическата промишленост,
- реалните доходи на човек да нараснат с 25- 30 %, националният доход през 1975 г. да се увеличи с 47 – 50 % в сравнение с 1970 г.